# ぼくのお姉さん
『ぼくのお姉さん』（ぼくのおねえさん）とは、丘修三の児童文学小説。ダウン症候群と戦う姉が家族や職場の人たちなどと協力し自立しようと努力するという内容。この児童文学は、坪田譲治文化賞、新美南吉治児童文学賞、児童文学者協会新人賞などを受賞している。またこの児童文学を原作とする36分程度の短編実写映画についても解説する。

## 概要
丘修三を原作とし偕成社が1986年12月に刊行した。この児童文学は全6話で構成している。後に1988年に東映株式会社教育映像部により実写映画化した。

## あらすじ
出典：
小学校第5学年の小学生の正一が小学校の課題で「兄弟について」の作文を授業参観が行われる前に書くことを先生に命じ、正一がダウン症候群と戦う17歳の姉ヒロ子についてのことを書こうと決意したが不安で書くことを躊躇する。一方、養護学校出身のヒロ子は福祉作業所で毎日朝9時から夕方4時30分まで斎藤と共に勤務した。ある日、ヒロ子の作業所で勤務した初めての給料で家族と一緒にレストランで食事をする。しかし給料袋に入っていた金額は3000円だった。これが初めての給料であり、父の良二は5200円を支払いに会計へと進んだ後、ヒロ子は父にすべての紙幣を渡した。渡したのは3万円だった。その後、学校の当日の授業参観でヒロ子について発表する。

## 短編映画
『ぼくのお姉さん』（ぼくのおねえさん）は1998年に日本で制作されたの36分程度の短編映画。この映画は、文部科学省特選教育映像最優秀作品賞作品を受賞している。